# トウタイ・ケフ
トウタイ・ケフ（Toutai Kefu 、1974年4月8日 - ）は、トンガ出身の元ラグビー選手。クボタスピアーズやトンガ代表のヘッドコーチを経て、現在は花園近鉄ライナーズのFWコーチを務めている

## プロフィール
- ポジションはナンバーエイト(No8)。
- 元ワラビーズでキャップ数60。
- ニックネームはボス。

## プレースタイル
世界トップクラスのプレーを見せる数少ない日本で活躍するプレーヤー。豊富な運動量を誇り、積極的にポイントに絡む。また、敵を引きつけて出すパスも魅力の一つ。だが、トウタイ・ケフの最大の武器は圧倒的なまでのパワーにある。1対1はもちろんのこと、時には3人からのディフェンスタックルをも振り払い敵陣に突撃する。